# Haematopota chinensis
Haematopota chinensis är en tvåvingeart som beskrevs av Ouchi 1940. Haematopota chinensis ingår i släktet Haematopota och familjen bromsar. Inga underarter finns listade i Catalogue of Life.